# 安座川橋梁
安座川橋梁（あんざがわきょうりょう）は、福島県耶麻郡西会津町の安座川に架かる東日本旅客鉄道（JR東日本）磐越西線の鉄道橋である。

## 概要
岩越線（現・磐越西線）の野沢駅 - 津川駅間の延伸工事に伴って1914年（大正3年）に完成した。野沢駅 - 上野尻駅間の阿賀川支流である安座川に架かる橋梁である。
建設当初は阿賀野川当麻橋梁（初代）の1径間であるプラットトラス（ピン結合）桁部分と同じタイプであった。トラス桁の老朽化に伴って、1986年（昭和61年）に新しく架け替えられたのが現在のトラス橋（2代目）である。

## 構造
初代のトラス橋は、中央部の1支間が単線上路式プラットトラス（ピン結合）、残り2支間が単線上路式プレートガーダーの形式であり、アメリカン・ブリッジ製である。
2代目のトラス橋は、中央部の1支間が単線上路式平行弦ワーレントラス、残り2支間が単線上路式プレートガーダーの形式であり、駒井鉄工製である。

## 周辺
- 国道49号
- 阿賀野川
- 西会津生コン
- 橋屋橋